# Fastigio

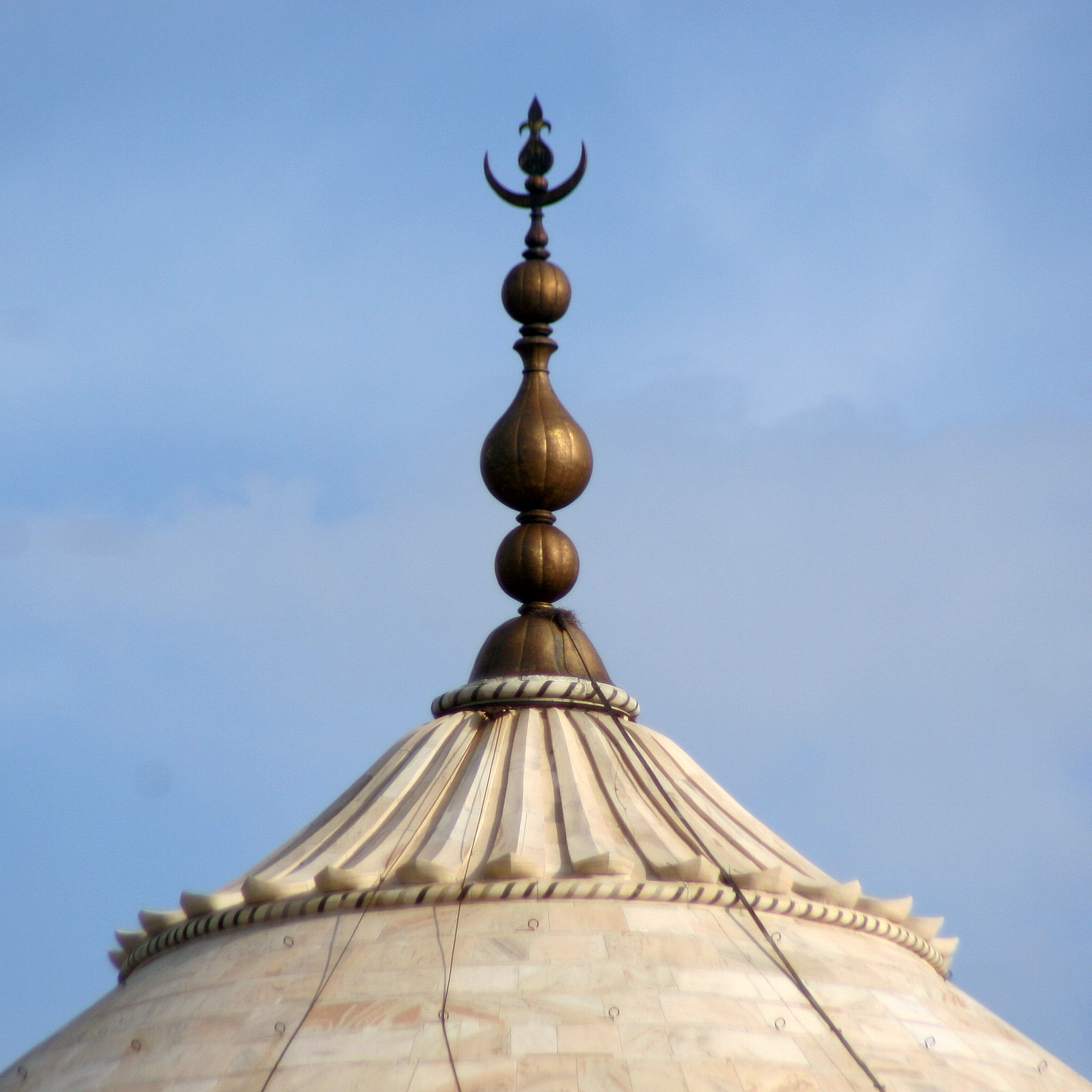
Il fastigio della cupola del Taj Mahal.

Il fastigio, detto anche puntale, è la parte più alta del coronamento di un organismo architettonico, sia questo il complesso di un edificio o un elemento di esso. È di uso comune per dare enfasi all'apice di cupole, guglie, tetti, torri e ghimberghe.